# Hexagon (Unternehmensgruppe)
Hexagon AB ist ein Messtechnik- und Softwarekonzern mit Stammsitz in Stockholm, Schweden.

## Geschichte
Hexagon AB wurde 1975 unter dem Namen Investmentaktiebolag Eken gegründet und ist ein global agierender multinationaler Technologiekonzern für Messtechnik und Geoanalytik und unter anderem das Mutterunternehmen von Leica Geosystems (Schweiz). Mit über 24.500 Mitarbeitern erwirtschaftete Hexagon AB im Jahr 2023 in über 50 Ländern einen Jahresumsatz von rund 5,4 Mrd. Euro und einen Jahresgewinn von rund 872 Mio. Euro.
Das Geschäft umfasst Handgeräte, feste und mobile Vermessungsgeräte, GPS-Systeme, Füllstandsmesser, Laserfinder, Gesamtstationen, Sensoren für luftgestützte Messungen sowie Dienstleistungen und Software. Die Makroprodukte werden in der Bauindustrie und für geographische Informationssysteme eingesetzt, während die Mikroprodukte hauptsächlich in der Automobil- und Luft- und Raumfahrtindustrie, im Energiesektor, in der Medizintechnik und im Design eingesetzt werden. Ein weiteres großes Einsatzgebiet ist unter anderem die Wartung und Steuerung von Windkraftanlagen und Flugzeugen.

## Kapitalmaßnahmen
Zum 20. Mai 2021 erfolgte ein Aktiensplit im Verhältnis 1:7 und eine Änderung der ISIN.

## Übernahmen
Übernahmen spielen eine zentrale Rolle in Hexagons Wachstumsstrategie. Seit 2000 hat Hexagon mehr als 170 Übernahmen getätigt.
| Jahr | Unternehmen                           | Land                   | Hexagon-Division     |
| ---- | ------------------------------------- | ---------------------- | -------------------- |
| 2000 | Brown & Sharpe                        | Vereinigte Staaten     |                      |
| 2000 | Cubic-Tavleproduktion                 | Dänemark               |                      |
| 2000 | Wilcox & Associates                   | Vereinigte Staaten     |                      |
| 2000 | HTR Hydrauliikka                      | Finnland               |                      |
| 2002 | MIRAI S.R.L                           | Italien                |                      |
| 2002 | Quality Ltda                          | Brasilien              |                      |
| 2002 | CE Johansson                          | Schweden               |                      |
| 2002 | Xygent                                | Vereinigte Staaten     |                      |
| 2002 | GFD Technology                        | Deutschland            |                      |
| 2004 | Korea ErFa Systems Eng                | Südkorea               |                      |
| 2004 | Romer                                 | Frankreich             |                      |
| 2004 | GPD Sprl                              | Italien                |                      |
| 2004 | Thona Group                           | Belgien                |                      |
| 2005 | Trostel SEG                           | Vereinigte Staaten     |                      |
| 2005 | Leica Geosystems                      | Schweiz                | GEO                  |
| 2006 | Mikrofyn                              | Dänemark               | GEO                  |
| 2007 | Gesswein                              | Deutschland            |                      |
| 2007 | Agatec SAS                            | Frankreich             |                      |
| 2007 | Jingjiang Measuring Tool Company      | Volksrepublik China    |                      |
| 2007 | Transmetal                            | Türkei                 |                      |
| 2007 | Allen Precision Equipment             | Vereinigte Staaten     |                      |
| 2007 | NovAtel                               | Kanada                 |                      |
| 2007 | Elcome Technologies                   | Indien                 |                      |
| 2007 | Gold Key Processing                   | Vereinigte Staaten     |                      |
| 2007 | Ionic Software                        | Belgien                |                      |
| 2007 | Earth Resource Mapping                | Australien             |                      |
| 2007 | GAMFI International                   | Frankreich             |                      |
| 2007 | Svensk ByggnadsGeodesi                | Schweden               |                      |
| 2007 | CogniTens Ltd                         | Israel                 |                      |
| 2008 | Messtechnik Wetzlar                   | Deutschland            |                      |
| 2008 | Santiago & Cintra Ibérica             | Spanien                |                      |
| 2008 | m&h Group                             | Deutschland            |                      |
| 2008 | Viewserve                             | Schweden               |                      |
| 2008 | Serein Metrology                      | Vereinigte Staaten     |                      |
| 2009 | Technodigit                           | Frankreich             |                      |
| 2009 | Mahr Multisensor GmbH                 | Deutschland            |                      |
| 2009 | MYCRONA GmbH                          | Deutschland            |                      |
| 2010 | Intergraph                            | Vereinigte Staaten     | SIG/PPM              |
| 2012 | Microsurvey                           | Kanada                 | GEO                  |
| 2012 | myVR                                  | Norwegen               | CORP                 |
| 2012 | GTA Geoinformatik                     | Deutschland            |                      |
| 2013 | Pixis                                 | Chile                  | VEN                  |
| 2013 | Airborne Hydrography AB               | Schweden               | GEO                  |
| 2013 | Devex                                 | Brasilien              | MIN                  |
| 2013 | Navgeocom                             | Russland               |                      |
| 2013 | LISTECH                               | Australien             |                      |
| 2013 | New River Kinematics                  | Vereinigte Staaten     |                      |
| 2013 | MANFRA                                | Brasilien              |                      |
| 2014 | Aibotix                               | Deutschland            | GEO                  |
| 2014 | HostSure                              | Irland                 | PPM                  |
| 2014 | iLab                                  | Brasilien              | VEN                  |
| 2014 | Mintec                                | Vereinigte Staaten     | MIN                  |
| 2014 | North West Geomatics Ltd.             | Kanada                 | GEO                  |
| 2014 | SAFEmine                              | Schweiz                | MIN                  |
| 2014 | Arvus                                 | Brasilien              |                      |
| 2014 | Vero Software                         | Vereinigtes Königreich |                      |
| 2015 | Ecosys                                | Vereinigte Staaten     | PPM                  |
| 2015 | Q-DAS                                 | Deutschland            |                      |
| 2015 | CAMTECH GmbH & Co KG                  | Deutschland            |                      |
| 2016 | Apodius GmbH                          | Deutschland            | MI                   |
| 2016 | Forming Technology, Inc.              | Kanada                 | MI                   |
| 2016 | Multivista                            | Vereinigte Staaten     | GEO                  |
| 2016 | SigmaSpace                            | Vereinigte Staaten     |                      |
| 2016 | SCCS                                  | Vereinigtes Königreich |                      |
| 2016 | AICON 3D Systems                      | Deutschland            | MI                   |
| 2016 | NESTIX Oy                             | Finnland               |                      |
| 2017 | Catavolt, Inc                         | Vereinigte Staaten     | VENT                 |
| 2017 | Luciad                                | Belgien                | SIG                  |
| 2017 | MiPlan                                | Australien             | MIN                  |
| 2017 | MSC Software                          | Vereinigte Staaten     | MI                   |
| 2017 | VIRES GmbH                            | Deutschland            | MI                   |
| 2017 | DST Computer Services                 | Schweiz                | PPM                  |
| 2018 | AGTEK                                 | Vereinigte Staaten     | GEO                  |
| 2018 | AutonomouStuff                        | Vereinigte Staaten     | PI                   |
| 2018 | Bricsys                               | Belgien                | PPM                  |
| 2018 | Guardvant                             | Vereinigte Staaten     | MIN                  |
| 2018 | Nextsense                             | Österreich             | MI                   |
| 2018 | Spring Technologies SAS               | Frankreich             | MI                   |
| 2019 | J5 International                      | Isle of Man            | PPM                  |
| 2019 | Thermopylae Sciences & Technology LLC | Vereinigte Staaten     | GSP                  |
| 2019 | Split Engineering                     | Vereinigte Staaten     | MIN                  |
| 2019 | AMendate                              | Deutschland            | MI                   |
| 2019 | Volume Graphics                       | Deutschland            | MI                   |
| 2019 | Etalon AG                             | Deutschland            | MI                   |
| 2020 | Blast Movement Technology (BMT)       | Australien             | MIN                  |
| 2020 | Geopraevent                           | Schweiz                | GEO                  |
| 2020 | Romax                                 | Vereinigtes Königreich | MI                   |
| 2020 | PAS Global                            | Vereinigte Staaten     | PPM                  |
| 2020 | Tacticaware                           | Tschechien             | GEO                  |
| 2020 | ESPRIT CAM                            | Vereinigte Staaten     | MI                   |
| 2020 | CAEfatigue                            | Vereinigtes Königreich | MI                   |
| 2020 | OxBlue                                | Vereinigte Staaten     |                      |
| 2021 | Infor EAM                             | Vereinigte Staaten     | PPM                  |
| 2021 | Immersal                              | Finnland               |                      |
| 2021 | CADLM                                 | Frankreich             |                      |
| 2022 | ETQ                                   | Vereinigte Staaten     | MI                   |
| 2022 | Innovatia Accelerator                 | Kanada                 | PPM                  |
| 2022 | Minnovare                             | Australien             | MIN                  |
| 2022 | PDSA Company Limited                  | Ghana                  | GEO                  |
| 2023 | HARD-LINE                             | Kanada                 | MIN                  |
| 2023 | CADS Additive                         | Österreich             | MI                   |
| 2024 | Xwatch                                | Vereinigtes Königreich | GEO                  |
| 2024 | Itus Digital                          | Vereinigte Staaten     | ALI                  |
| 2024 | Voyansi                               | Vereinigte Staaten     | GEO                  |
| 2024 | indurad                               | Deutschland            | Autonomous Solutions |
| 2025 | Septentrio                            | Belgien                | GEO                  |
| 2025 | CONET Communications                  | Deutschland            | SIG                  |

## Geschäftsfelder

### Geo-Systeme
- Agatec, Lasertechnik
- AGL, Maschinensteuerungen
- Cable Detection (UK), geologische Systeme
- GeoMax, Sensorik und Messgeräte
- Leica Geosystems (Schweiz), geodätische, geographische und geologische Messsysteme
- MIKROFYN, Laserleittechnik für die Landwirtschaft
- PREXISO (Schweiz), Lasertechnik für Distanzmessungen
- QBL (Deutschland), Bau-Lasertechnik
- SBG (Schweden), Automatisierungstechnik
- Viewserve (Schweden), web-basierte und drahtlose Fleet-Control-Anwendungen

### Metrology
Hexagon Metrology ist Teil der Hexagon AB Group. Zu ihr gehören Unternehmen wie Brown & Sharpe, Leitz, Cognitens, DEA, Leica Geosystems (Metrology Division), NEXTSENSE GmbH (Österreich), Hexagon Metrology PTS GmbH, m&h Inprocess Messtechnik, Optiv, PC-DMIS, QUINDOS, ROMER, Apodius GmbH, AICON 3D Systems GmbH und TESA.

### Software-Technologien
- ERDAS (USA), Softwarepakete zur Auswertung von Fernerkundungsdaten.
- Intergraph, bietet u. a. Software zur Umsetzung von Anlagenplanung / Fernerkundungsdaten für Handel, Militär und Politik an.
- NovAtel, Geräte zur Nutzung des Global Navigation Satellite System (GNSS).
- Bricsys NV, CAD- und BIM-Software (BricsCAD).[16]
- Mecadat AG, Vertrieb und Betreuung CAD/CAM-Software Visi[17]

### Andere Technologien
- EBP – European Body Panels (EBP)
- SwePart Transmission
- TESA SA